# أثر تغير المناخ على الاقتصاد

أضرار على الاقتصاد العالمي التي تسببت فيها انبعاثات غازات الاحتباس الحراري، بحسب الدولة.

يتناول هذا المقال الآثار الاقتصادية لتغير المناخ.

## توزيع الآثار
يمكن قياس آثار تغير المناخ كتكلفة اقتصادية (سميث وآخرون، 2001:936-941). يتناسب ذلك بشكل خاص مع آثار السوق، وهي الآثار المرتبطة بالمعاملات في السوق، وتؤثر بشكل مباشر على الناتج المحلي الإجمالي. أما القياسات النقدية للآثار غير السوقية، مثل الآثار المترتبة على صحة الإنسان والنظم البيئية، فيصعب حسابها. وفيما يلي عرض للصعوبات الأخرى المتعلقة بتقدير الآثار:
- الثغرات المعرفية: يتطلب حساب آثار التوزيع معرفة جغرافية دقيقة، لكن هذه الثغرات تمثل مصدرًا رئيسيًا للشك في النماذج المناخية.
- الضعف: على عكس الدول المتقدمة، يتسم فهم الآثار المحتملة لتغير المناخ على قطاع السوق بمحدوديته في الدول النامية.
- التكيف: يؤثر المستوى المستقبلي لقدرة النظم الطبيعية والبشرية على التكيف مع تغير المناخ على كيفية تأثر المجتمع بهذا التغير. وقد تأتي التقديرات مبالغةً أو مبخسةً من القدرة على التكيف، مما يؤدي بدوره إلى مبالغة أو إبخاس في تقدير الآثار الإيجابية أو السلبية.
- التوجهات الاجتماعية والاقتصادية: تؤثر التنبؤات المستقبلية المتعلقة بالتنمية على تقديرات آثار تغير المناخ في المستقبل. ففي بعض الأحيان، تؤدي التقديرات المختلفة للتوجهات التنموية إلى تحول الأثر الإيجابي المتوقع إلى أثر سلبي (والعكس بالعكس).

وفي أحد التقييمات المنشورة، توصل سميث وآخرون (2001:957-958)، على نحو غير مؤكد، إلى أن:
- تغير المناخ يُزيد من حالات عدم التكافؤ في الدخل بين الدول وداخلها.
- زيادة بسيطة في متوسط درجة الحرارة العالمية (ما يصل إلى درجتين مئويتين مقارنةً بمستويات عام 1990) تؤدي إلى صافي آثار سلبية في قطاع السوق بالعديد من الدول النامية، وصافي آثار إيجابية بقطاع السوق في العديد من الدول المتقدمة.

لكن التقييم تنبأ، بقدر كبير من الثقة، بأنه في ظل الاحترار الذي يتراوح مستواه ما بين المتوسط (2-3° درجات مئوية) والعالي (أكثر من 3° درجات مئوية)، تتافقم الآثار السلبية، وتبدأ الآثار الإيجابية في التراجع لتتحول في النهاية إلى آثار سلبية.

### الآثار غير السوقية
تنبأ سميث وآخرون (2001:942) بأن تغير المناخ يمكن أن يؤدي إلى آثار غير سوقية واضحة. وجاءت معظم الآثار التي تم التنبؤ بها سلبية. وقد أشار التقييم المنشور لسميث وآخرين (2001) إلى أن تغير المناخ يمكن أن يتسبب في آثار صحية سلبية هائلة في الدول النامية. وقد أشار سميث وآخرون (2001) إلى أن عددًا قليلاً فقط من الدراسات التي قاموا بمراجعتها قد أشارت على نحو كافٍ إلى عامل التكيف. وفي أحد التقييمات المنشورة، توصل كونفالونيري وآخرون (2007:415) إلى أنه في الدراسات التي تضمنت الآثار الصحية، ساهمت هذه الآثار مساهمة كبيرة في التكاليف الكلية لتغير المناخ.

### قطاع السوق

#### الزراعة
استنادًا إلى الافتراضات الأساسية، توصلت الدراسات، التي تناولت الآثار الاقتصادية لتضاعف مستويات ثاني أكسيد الكربون (CO2) في المناخ عما كانت عليه قبل الصناعة، إلى أن ذلك سيكون له أثر كلي سلبي بسيط أو إيجابي بعض الشيء (أي آثار كلية بجميع المناطق) على القطاع الزراعي (سميث وآخرون، 2001:938). وهذا الأثر الكلي يحجب اختلافات إقليمية كبيرة، مع التنبؤ بظهور معظم الفوائد في دول العالم المتقدم، والآثار السلبية الشديدة على السكان المرتبطين ارتباطًا ضعيفًا بنظم التجارة العالمية.